# Musée-manoir du général Dragomirov
Le musée-manoir du général Dragomirov est une institution situé à Konotop en Ukraine. Il est situé au 18 de la rue Dragomirov.
Il est ouvert sur la collection de meubles et peintures de Mikhaïl Dragomirov, c'est une extension du musée
municipal de Konotop.